# Дмитриева, Нина Александровна
Нина Александровна Дмитриева (24 апреля 1917, Ново-Богоявленские Выселки, Тамбовская губерния — 21 февраля 2003, Москва) — советский и российский искусствовед, литератор — историк и теоретик искусства. Кандидат искусствоведения (1952). Лауреат Государственной премии России (2003).

## Биография
Нина Дмитриева родилась в с. Богоявленское Тамбовской губернии (ныне — пгт Первомайский).
Окончила отделение искусствоведения ИФЛИ (1940), училась у М. В. Алпатова, В. Н. Лазарева и М. А. Лифшица.
После окончания Великой Отечественной войны окончила аспирантуру отделения истории и теории искусства филологического факультета МГУ. В 1950-е годы сотрудница журнала «Искусство» и НИИ теории и истории изобразительных искусств АХ СССР. Затем работала в секторе эстетики Института искусствознания.
Похоронена на Пятницком кладбище.
В 2003 году, посмертно, Нина Дмитриева была удостоена Государственной премии России — за «Краткую историю искусств».

## Семья
Сын — этнограф и еврейский общественный деятель Михаил Анатольевич Членов.

## Труды
- Изображение и слово. — М., 1962.
- Краткая история искусства. Очерки. — Т. 1. — М., 1968.
- Пикассо. — М., 1971.
- Краткая история искусства. Очерки. — Т. 2. — М., 1975.
- Ван Гог. Человек и художник. — М., 1980.
- Михаил Врубель. — М., 1984.
- В поисках гармонии: Искусствоведческие работы разных лет. — М., 2009.